# Simon Sohm
Simon Sohm, né le 11 avril 2001 à Zurich en Suisse, est un footballeur international suisse, qui évolue au poste de milieu défensif à l'ACF Fiorentina.

## Biographie

### FC Zurich
Né le 11 avril 2001 à Zurich d’un père nigérian et d’une mère suisse, il grandit à Watt, dans la commune de Regensdorf,,. Après avoir découvert le football au FC Affoltern, il rejoint, en 2008, l’équipe des moins de huit ans du FC Zurich,, où il poursuit sa formation.
Le 2 juillet 2018 il signe son premier contrat professionnel avec le club. Il joue son premier match en professionnel le 28 octobre 2018, lors d'une rencontre de championnat face au FC Saint-Gall. Il entre en jeu en fin de partie lors de cette rencontre perdue par les siens sur le score de trois buts à deux. Le 29 novembre de la même année, Sohm joue son premier match de coupe d'Europe, à l'occasion d'un match de groupe de Ligue Europa perdu par le FC Zurich face à l'AEK Larnaca (1-2). Il connaît sa première titularisation dans la compétition le 21 février 2019 contre le SSC Naples, contre qui son équipe s'incline (2-0).

### Parme Calcio
Le 4 octobre 2020, Simon Sohm rejoint le Parme Calcio, club avec lequel il signe un contrat courant jusqu'en juin 2025,. 
Il joue son premier match sous ses nouvelles couleurs le 18 octobre 2020, à l'occasion d'une rencontre de Serie A contre l'Udinese Calcio. Il entre en jeu à la place de Jasmin Kurtić et son équipe s'incline par trois buts à deux. Sohm inscrit son premier but pour Parme le 9 mai 2021, lors d'une rencontre de championnat face à l'Atalanta Bergame. Titularisé, il ne peut empêcher la défaite de son équipe par cinq buts à deux.
Lors de la saison 2023-2024, Sohm participe à la promotion de son équipe en première division, le Parme Calcio étant sacré champion de deuxième division,.
Il prolonge, en juin 2024, son contrat jusqu'à fin juin 2028.

### ACF Fiorentina
Le 4 août 2025, Simon Sohm est transféré à l'ACF Fiorentina pour la somme de quinze millions d'euros.

### En équipe nationale
Avec l'équipe de Suisse -17 ans Simon Sohm participe au championnat d'Europe des moins de 17 ans en 2018, qui se déroule en Angleterre. Il joue les trois matchs de son équipe en tant que titulaire. Malgré deux victoires et une défaite, les Suisses terminent 3e de leur groupe et n'accèdent pas au tour suivant. En tout, Sohm joue douze matchs et marque un but avec les moins de 17 ans entre 2017 et 2018.
Le 28 août 2020, Simon Sohm est appelé pour la première fois par Vladimir Petković avec l'équipe nationale de Suisse.
En novembre 2024, il est rappelé, après une attente de 4 ans, en équipe de suisse par Murat Yakin pour les matchs Nations League.

## Statistiques
| Saison                | Club                  | Championnat           | Championnat | Championnat | Coupe(s) nationale(s) | Coupe(s) nationale(s) | Compétition(s) continentale(s) | Compétition(s) continentale(s) | Compétition(s) continentale(s) | Total | Total |
| Saison                | Club                  | Division              | M.          | B.          | M.                    | B.                    | Comp.                          | M.                             | B.                             | M.    | B.    |
| 2017-2018             | FC Zurich II          | Promotion League      | 1           | 0           | -                     | -                     | -                              | -                              | -                              | 1     | 0     |
| 2018-2019             | FC Zurich II          | Promotion League      | 16          | 0           | -                     | -                     | -                              | -                              | -                              | 16    | 0     |
| 2019-2020             | FC Zurich II          | Promotion League      | 1           | 0           | -                     | -                     | -                              | -                              | -                              | 1     | 0     |
| Sous-total            | Sous-total            | Sous-total            | 18          | 0           | -                     | -                     | -                              | -                              | -                              | 18    | 0     |
| 2018-2019             | FC Zurich             | Super League          | 6           | 0           | 1                     | 0                     | C3                             | 2                              | 0                              | 9     | 0     |
| 2019-2020             | FC Zurich             | Super League          | 25          | 1           | 3                     | 0                     | -                              | -                              | -                              | 28    | 1     |
| Sous-total            | Sous-total            | Sous-total            | 31          | 1           | 4                     | 0                     | -                              | 2                              | 0                              | 37    | 1     |
| Total sur la carrière | Total sur la carrière | Total sur la carrière | 49          | 1           | 4                     | 0                     | -                              | 2                              | 0                              | 55    | 1     |

## Palmarès
Parma Calcio
- Championnat d'Italie de deuxième division
  - Champion en 2023-2024